# イースト・ディーン・アンド・フリストン
イースト・ディーン・アンド・フリストン（英: East Dean and Friston）は、イングランドのイースト・サセックスにあるウィールデン地区に位置する行政教区 (Civil parish) である。4.8キロメートル (3.0 mi) 東にはイーストボーンがあり、同じく西にはシーフォードがある。教区内にある2つの村（イースト・ディーンとフリストン）はサウス・ダウンズのドライバレーにあり、幹線道路 A259 が双方の村の中心部を通っている。また、教区内の沿岸集落にバーリング・ギャップ (Birling Gap) がある。
イースト・ディーン・アンド・フリストンは、イースト・ディーンと称される選挙区の一部である。このイースト・ディーン区の人口は2011年の国勢調査で2258人、イースト・ディーン・アンド・フリストンの人口は、同じく2011年の国勢調査で1620人、2019年6月末の推計では1637人とされている。
シーフォードの東端からイーストボーンの西端までの沿岸およびその間の幹線道路 (A259) にかけての多くの土地はナショナル・トラストが管理しており、この一帯の開発が促進されるのを防いでいる。

## イースト・ディーンとフリストン
イースト・ディーンはサウス・ダウンズのドライバレーの谷間にあり、フリストンは西の丘の上にある。両村には、歴史的な事物が多くある。
聖シモンと聖ユダに捧げられた教会 (Church of Ss Simon & Jude) であるイースト・ディーン教会 (East Dean Church) には、サクソン時代（後期）の塔や珍しい門 ‘Tapsel gate’ （ウシが教会内に入るのを防ぐ）がある。フリストン教会 (Friston Church) は聖母マリアに捧げられた教会（聖母マリア教会）である。両教会は1688年以来、統一的聖職禄を形成していた。フリストン教会には、作曲家フランク・ブリッジ（1879-1941年）の墓がある。

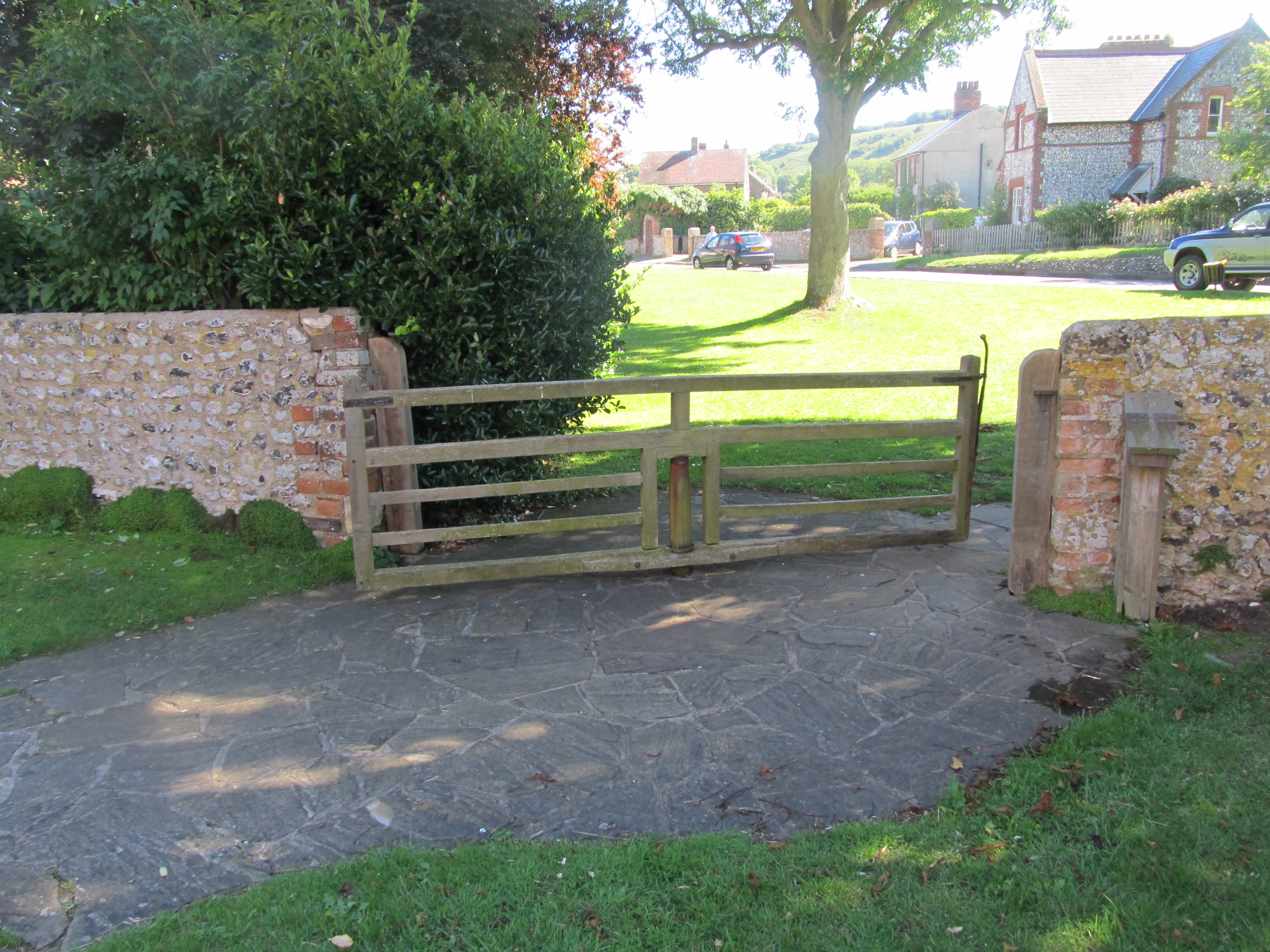
‘Tapsel gate’ （イースト・ディーン教会）
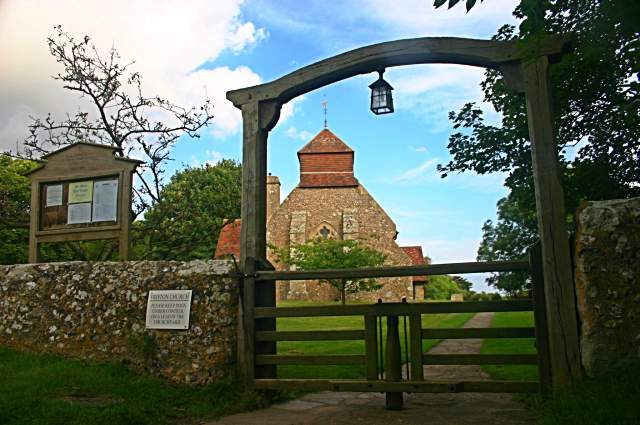
フリストン教会

## バーリング・ギャップ

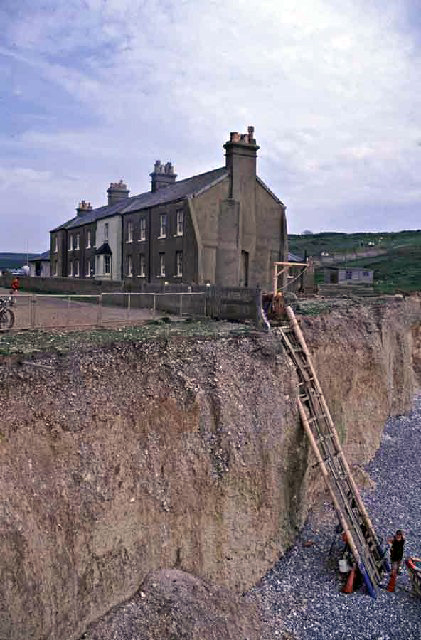
バーリング・ギャップ（2001年7月）

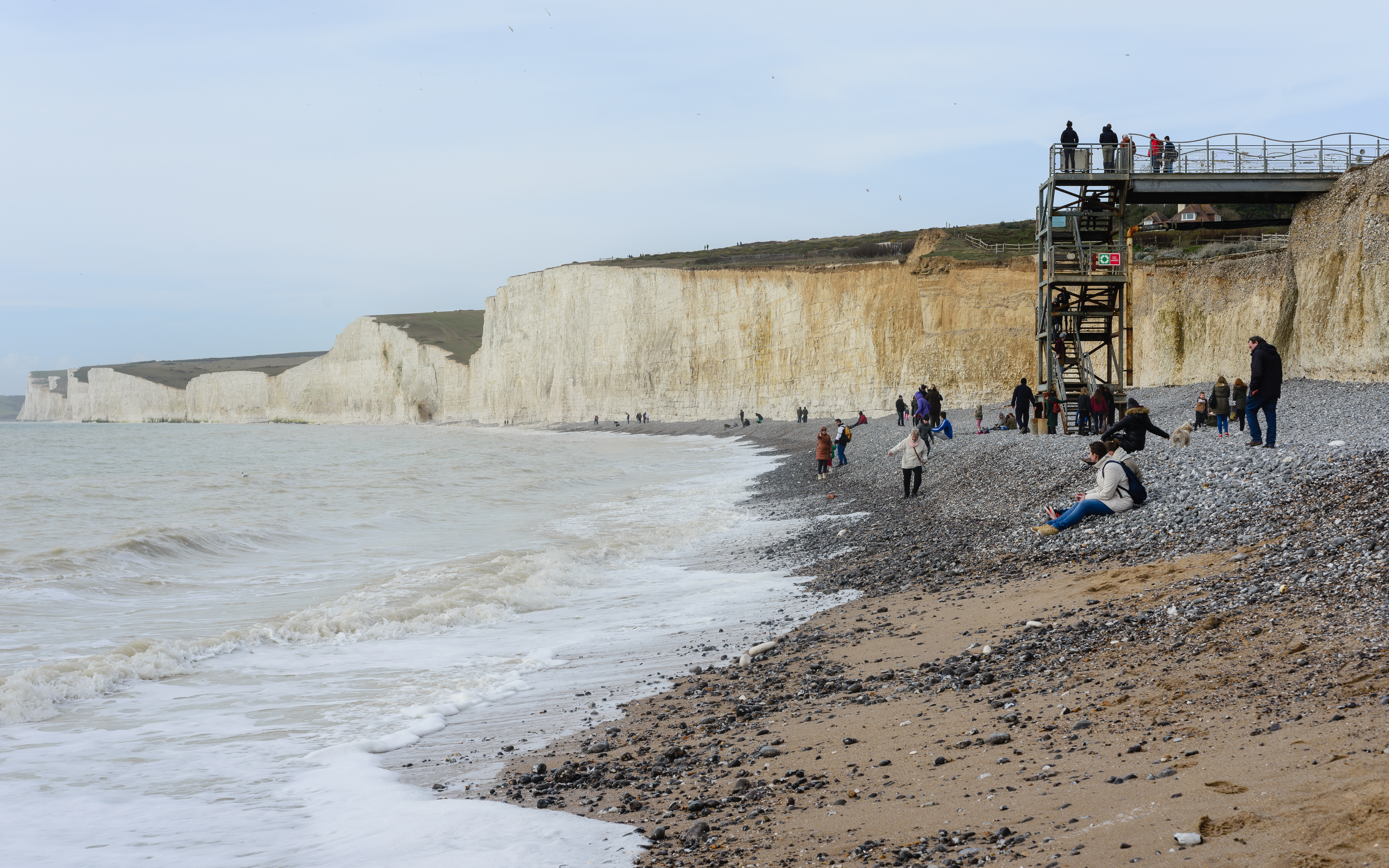
バーリング・ギャップの海岸と階段（2017年9月）

バーリング・ギャップは、東のビーチー岬（ビーチー・ヘッド）から西のセブン・シスターズの間に位置し、ナショナル・トラストにより管理されている。1878年に沿岸警備隊のコテジ（コテージ）のうち、海岸侵食によりすでに数棟が取り壊されているが、残存するものにはいまだ居住者がいる。しかし、やがて深刻な海岸侵食により家屋は取り壊されることも考えられる。
ナショナル・トラストが運営するカフェ、ショップ、ビジターセンターなどがあり、そして金属製の階段が下の海岸に接続し、セブン・シスターズへと続くチョーク（白亜）の崖（クリフ、Cliff）に囲まれた礫浜（れきはま）に降りることができる。ただし、十分に安全を確保することが求められる。
イギリスの女流画家ジーン・クックは、バーリング・ギャップのコテジに住み、そこで2008年に亡くなった。
2017年8月、化学物質の漏出事故の疑いのあるバーリング・ギャップ事件の後、数百人もの人が悪影響を訴えた。

### 地質
バーリング・ギャップの主な岩石はチョークである。ここに露出する他のものには、燧石（すいせき）、黄土、ならびに土などがある。教区内の海岸線は、シーフォードからビーチー・ヘッドに至る学術研究上重要地域 (Sites of Special Scientific Interest; SSSI) の一部である。

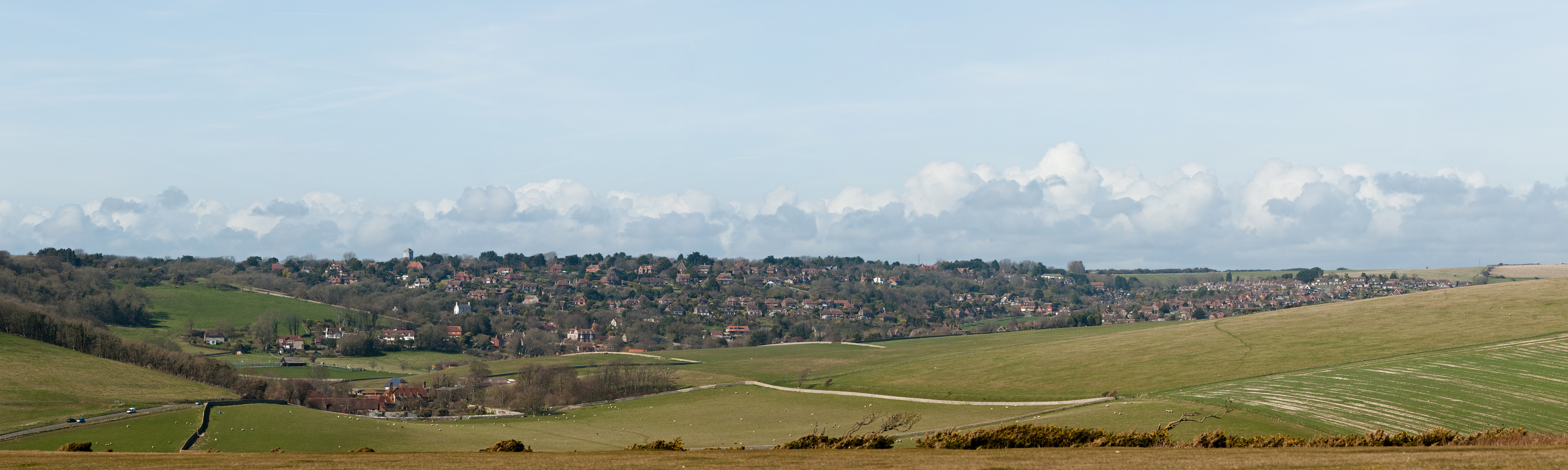
イースト・ディーン・アンド・フリストンの眺望
（バーリング・ギャップ付近のサウス・ダウンズ・ウェイ〈South Downs Way〉より）